# لوران اولیویرا
لوران اولیویرا (پرتغالی: Lorrane Oliveira؛ زادهٔ ۱۳ آوریل ۱۹۹۸) ژیمناست هنری زن اهل برزیل است.